# Nicole Reina
Nicole Svetlana Reina (* 25. September 1997 in Merefa, Ukraine) ist eine italienische Leichtathletin, die sich auf den Langstreckenlauf spezialisiert hat und zu Beginn ihrer Karriere vor allem im Hindernislauf an den Start ging.

## Sportliche Laufbahn
Erste internationale Erfahrungen sammelte Nicole Reina im Jahr 2013, als sie bei den Jugendweltmeisterschaften in Donezk in 6:40,70 min den fünften Platz über 2000 m Hindernis belegte. Im Jahr darauf gelangte sie bei den Olympischen Jugendspielen in Nanjing mit 6:38,68 min auf den vierten Platz und im Dezember wurde sie bei den Crosslauf-Europameisterschaften in Samokow nach 15:08 min 18. im U20-Rennen. 2015 belegte sie bei den Junioreneuropameisterschaften in Eskilstuna in 10:41,95 min den vierten Platz über 3000 m Hindernis und im Jahr darauf verpasste sie bei den U20-Weltmeisterschaften in Bydgoszcz mit 10:51,34 min den Finaleinzug. 2018 siegte sie bei den U23-Mittelmeer-Meisterschaften in Jesolo in 35:27,66 min im 10.000-Meter-Lauf und bei den Crosslauf-Europameisterschaften 2022 in Turin wurde sie nach 28:11 min 21. im Einzelbewerb. 2024 landete sie dann bei den Crosslauf-EM in Antalya nach 27:00 min auf dem 28. Platz und im Jahr darauf wurde sie bei den erstmals ausgetragenen Straßenlauf-Europameisterschaften 2025 in Löwen in 1:14:11 h 17. im Halbmarathon und sicherte sich in der Teamwertung die Silbermedaille hinter dem belgischen Team.
2013 wurde Reina italienische Meisterin im 3000-Meter-Hindernislauf.

## Persönliche Bestleistung
- 5000 Meter: 16:04,13 min, 27. April 2024 in Mailand
- 10-km-Straßenlauf: 33:58 min, 2. Februar 2020 in Magenta
- Halbmarathon: 1:12:35 h, 23. März 2025 in Mailand
- 2000 m Hindernis: 6:37,85 min, 20. Juni 2014 in Rieti (italienischer U18-Rekord)
- 3000 m Hindernis: 10:12,91 min, 20. Juli 2014 in Rovereto